# Bogdan Mara
Ion Bogdan Mara (n. 29 septembrie 1977, Deva, România) este un fost fotbalist român care a evoluat la mai multe cluburi printre care Dinamo București, FC UTA Arad, FC Argeș, CFR Cluj și Unirea Urziceni. A făcut parte din Echipa națională de fotbal a României.

## Titluri
| Sezon   | Club            | Titlu              |
| ------- | --------------- | ------------------ |
| 2008-09 | Unirea Urziceni | Liga I             |
| 2008-09 | CFR 1907 Cluj   | Cupa României      |
| 2009    | CFR 1907 Cluj   | Supercupa României |